# Ceratitis rubivora
Ceratitis rubivora är en tvåvingeart som beskrevs av Daniel William Coquillett 1901. Ceratitis rubivora ingår i släktet Ceratitis och familjen borrflugor. Inga underarter finns listade i Catalogue of Life.